# Comuna Landskrona
Landskrona (Landskrona kommun) este o comună din comitatul Skåne län, Suedia, cu o populație de 43.073 locuitori (2013).

## Geografie

### Zone urbane
Lista celor mai mari zone urbane din comună (anul 2015) conform Biroului Central de Statistică al Suediei:
| Nr | Zona urbană    | Pop.   |
| -- | -------------- | ------ |
| 1  | Landskrona     | 32.229 |
| 2  | Häljarp        | 3.134  |
| 3  | Glumslöv       | 2.093  |
| 4  | Asmundtorp     | 1.563  |
| 5  | Saxtorpsskogen | 1.174  |
| 6  | Annelöv        | 442    |
| 7  | Härslöv        | 395    |
| 8  | Tuna           | 349    |
| 9  | Kvärlöv        | 240    |

## Demografie
| \| Evoluția demografică în comuna Landskrona, 1970–2015 \| Evoluția demografică în comuna Landskrona, 1970–2015 \| Evoluția demografică în comuna Landskrona, 1970–2015 \| Evoluția demografică în comuna Landskrona, 1970–2015 \| Evoluția demografică în comuna Landskrona, 1970–2015 \| \| ----------------------------------------------------------------------------------------------------- \| ---------------------------------------------------- \| ---------------------------------------------------- \| ---------------------------------------------------- \| ---------------------------------------------------- \| \| An \| \| \| Locuitori \| \| \| 1970 \| 1970 \| \| 37690 \| 37690 \| \| 1975 \| 1975 \| \| 38409 \| 38409 \| \| 1980 \| 1980 \| \| 36493 \| 36493 \| \| 1985 \| 1985 \| \| 35302 \| 35302 \| \| 1990 \| 1990 \| \| 36340 \| 36340 \| \| 1995 \| 1995 \| \| 37868 \| 37868 \| \| 2000 \| 2000 \| \| 37728 \| 37728 \| \| 2005 \| 2005 \| \| 39346 \| 39346 \| \| 2010 \| 2010 \| \| 41724 \| 41724 \| \| 2015 \| 2015 \| \| 43961 \| 43961 \| \| Sursa: SCB - Statistika Centralbyrån, Folkmängd efter region, civilstånd, ålder och kön. År 1968–2016 \| \| \| \| \| |      |  |           |       |
| Evoluția demografică în comuna Landskrona, 1970–2015 |      |  |           |       |
| An |      |  | Locuitori |       |
| 1970 | 1970 |  | 37690     | 37690 |
| 1975 | 1975 |  | 38409     | 38409 |
| 1980 | 1980 |  | 36493     | 36493 |
| 1985 | 1985 |  | 35302     | 35302 |
| 1990 | 1990 |  | 36340     | 36340 |
| 1995 | 1995 |  | 37868     | 37868 |
| 2000 | 2000 |  | 37728     | 37728 |
| 2005 | 2005 |  | 39346     | 39346 |
| 2010 | 2010 |  | 41724     | 41724 |
| 2015 | 2015 |  | 43961     | 43961 |
| Sursa: SCB - Statistika Centralbyrån, Folkmängd efter region, civilstånd, ålder och kön. År 1968–2016 |      |  |           |       |